# Københavns Frisbee Klub
Københavns Frisbee Klub (KFK) er en forening i København, der spiller ultimate og disc golf.

## Ultimate

### Hold
KFK Ultimate har både dame-, herre- og ungdomshold.

### Træning
Træningerne foregår i sommerhalvåret, fra marts til september i Fælledparken i København, og som optakt til strandturneringer trænes der på også på Amager Strand. I vinterhalvåret foregår træningerne indendørs primært i Svanemøllehallen, men også i DGI-byen og i Valby.

## Disc Golf
KFKs Disc golf har hjemmebane i Valbyparken.

## KFKs historie

### Tidlig historie
Københavns Frisbee Klub blev stiftet den 12. marts 1983 som en sammenslutning af klubberne: Club 222, Frisbeeklubben Foreløbig, Hele Armen og Plums International Frisbee disc Society Fliers.